# Justin Minaya
Justin Minaya (Harrington Park, 26 de março de 1999) é um jogador dominicano-americano de basquete profissional que atualmente joga no Portland Trail Blazers da National Basketball Association (NBA) e no Rip City Remix da G-League.
Ele jogou basquete universitário pela Universidade da Carolina do Sul e na Providence College. Ele é filho do executivo da Major League Baseball, Omar Minaya.

## Carreira universitária
Saindo do ensino médio, Minaya era um recruta não classificado, mas recebeu várias ofertas para jogar basquete universitário. Ele recebeu ofertas e visitou oficialmente a Carolina do Sul e a UNC Wilmington antes de se comprometer com a Carolina do Sul, assinando sua carta de intenções em 15 de maio de 2017.
Minaya jogou quatro temporadas na Carolina do Sul de 2017 a 2021, jogando apenas 5 jogos em 2018-19 devido a uma lesão grave no joelho. Em 2020, Minaya também passou por uma cirurgia no polegar. Ele jogou todos os quatro anos na Carolina do Sul sob o comando do técnico Frank Martin.
Após quatro anos na Carolina do Sul, Minaya foi transferido para Providence para sua temporada de graduação. Em Providence, Minaya teve média de 6,5 pontos e foi titular em 25 dos 32 jogos que jogou na temporada de 2021-22. A equipe venceu o título da temporada regular da Big East em 2022 e avançaram para Sweet 16 no Torneio da NCAA, derrotando South Dakota State e Richmond antes de perder para o Kansas.

## Carreira profissional

### Mexico CIty Capitanes (2022–2023)
Depois de não ser selecionado no draft da NBA de 2022, Minaya se juntou ao Charlotte Hornets para a Summer League de 2022. Ele foi nomeado para o elenco do Mexico City Capitanes para começar a temporada de 2022-23 da G-League.

### Portland Trail Blazers (2023–Presente)
Em 4 de abril de 2023, Minaya assinou um contrato de 10 dias com o Portland Trail Blazers e fez sua estreia na NBA naquela noite, marcando 8 pontos em uma derrota por 119-109 para o Memphis Grizzlies.
Em junho de 2023, Minaya se juntou aos Blazers para a Summer League de 2023 e, em 2 de outubro, ele renovou com os Trail Blazers. Em 21 de outubro de 2023, seu acordo foi convertido em um contrato de duas vias com o Portland e seu afiliado da G-League, Rip City Remix.
Em 1º de julho de 2024, Minaya assinou um segundo contrato de duas vias com Portland.

## Carreira na seleção
Minaya jogou pela Seleção Dominicana no Centrobasket Sub-17 de 2015 e na Copa do Mundo Sub-17 de 2016.

## Estatísticas da carreira

### NBA

#### Temporada regular
| Ano      | Equipe   | PJ | PT | MPJ  | AP   | 3P   | LL   | RT  | AS  | BR | TO  | PPJ |
| -------- | -------- | -- | -- | ---- | ---- | ---- | ---- | --- | --- | -- | --- | --- |
| 2022–23  | Portland | 4  | 0  | 22.2 | .304 | .250 | .000 | 3.8 | 1.0 | .5 | 1.3 | 4.3 |
| 2023–24  | Portland | 34 | 1  | 11.2 | .297 | .245 | .556 | 1.6 | .6  | .3 | .3  | 1.8 |
| Carreira | Carreira | 38 | 1  | 16.7 | .300 | .247 | .278 | 2.7 | .8  | .4 | .8  | 3.0 |

### Universidade
| Ano      | Equipe         | PJ  | PT  | MPJ  | AP   | 3P   | LL   | RT  | AS  | BR  | TO  | PPJ |
| -------- | -------------- | --- | --- | ---- | ---- | ---- | ---- | --- | --- | --- | --- | --- |
| 2017-18  | South Carolina | 32  | 30  | 26.9 | .390 | .364 | .686 | 4.2 | 1.5 | 0.6 | 0.3 | 7.9 |
| 2018-19  | South Carolina | 5   | 5   | 25.6 | .455 | .133 | .714 | 5.6 | 1.6 | 0.6 | 0.2 | 7.4 |
| 2019-20  | South Carolina | 22  | 21  | 29.8 | .410 | .264 | .660 | 6.0 | 2.0 | 0.6 | 0.9 | 7.8 |
| 2020-21  | South Carolina | 20  | 19  | 30.2 | .384 | .233 | .615 | 6.3 | 1.8 | 0.7 | 0.8 | 7.0 |
| 2021-22  | Providence     | 32  | 25  | 33.2 | .414 | .317 | .558 | 5.5 | 1.6 | 0.8 | 0.8 | 6.5 |
| Carreira | Carreira       | 111 | 100 | 29.1 | .410 | .262 | .646 | 5.5 | 1.7 | .6  | .6  | 7.3 |